# Joost Luiten
Willibrordus Adrianus Maria "Joost" Luiten (nascido em 7 de janeiro de 1986) é um jogador profissional holandês de golfe que joga nos torneios da European Tour.
Tornou-se profissional em 2006 e representou Baixes Baixos na competição masculina de golfe nos Jogos Olímpicos de Verão de 2016, realizados no Rio de Janeiro, Brasil, terminando em trigésimo segundo lugar no jogo por tacadas.